# Montenero Val Cocchiara
Montenero Val Cocchiara község (comune) Olaszország Molise régiójában, Isernia megyében.

## Fekvése
A megye északnyugati részén fekszik. Határai: Acquaviva d’Isernia, Alfedena, Castel di Sangro, Castel San Vincenzo, Cerro al Volturno, Pizzone, Rionero Sannitico és Scontrone.

## Története
A települést a 10-11. században alapították. Virágkorát a San Vincenzo al Volturno bencés apátság működése idején élte. A 12. századtól különböző nemesi családok birtokolták. A 19. század elején nyerte el önállóságát, amikor a Nápolyi Királyságban felszámolták a feudalizmust.

## Népessége
A népesség számának alakulása

## Főbb látnivalói
- Palazzo Ducale
- Santa Maria di Loreto-templom
- Santa Maria del Carmine-templom
- San Nicola-templom
- küklópikus falromok